# Pajęczynowiec drobnozarodnikowy

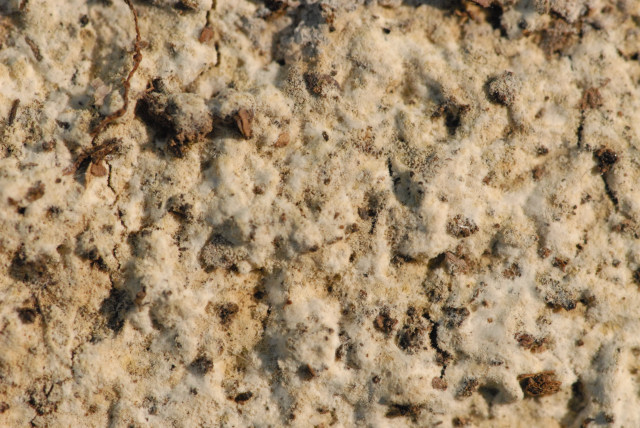

Pajęczynowiec drobnozarodnikowy (Botryobasidium subcoronatum (Höhn. & Litsch.) Donk) – gatunek grzybów z rodziny pajęczynowcowatych (Botryobasidiaceae).

## Systematyka i nazewnictwo
Pozycja w klasyfikacji według Index Fungorum: Botryobasidium, Botryobasidiaceae, Cantharellales, Incertae sedis, Agaricomycetes, Agaricomycotina, Basidiomycota, Fungi.
Po raz pierwszy takson ten zdiagnozował w 1907 r. Höhnell i L. Litschauer nadając mu nazwę Corticium subcoronatum. Obecną, uznaną przez Index Fungorum nazwę nadał mu w 1931 r. Marinus Anton Donk.
Synonimy
- Botryobasidium subcoronatum var. crassisporum Dhingra 2005
- Botryobasidium subcoronatum (Höhn. & Litsch.) Donk 1931 var. subcoronatum
- Corticium subcoronatum Höhn. & Litsch. 1907
- Pellicularia subcoronata (Höhn. & Litsch.) D.P. Rogers 1943

Nazwę polską zaproponował Władysław Wojewoda w 2003 r.

## Morfologia
Owocnik
Grzyb poliporoidalny o owocniku rozpostartym, cienkim, początkowo siatkowatym, pajęczynowatym i białawym, potem coraz bardziej gęstym, wojłokowatym o barwie kremowej, żółtawej, w końcu ochrowej. Bez zapachu.
Cechy mikroskopowe
System strzępkowy monomityczny. Strzępki luźno splecione ze sprzążkami na wszystkich septach, gęsto rozgałęzione, o średnicy 7–10 μm. Podstawki początkowo zaokrąglone lub elipsoidalne, potem w przybliżeniu cylindryczne, mniej lub bardziej ściśnięte, o rozmiarach 20-25 (-30) × 9/7 μm, najczęściej z 6 sterygmami. Zarodniki gładkie, łódkowate z wyraźnym szczytem, o rozmiarach 6-7,5 × 2,5–3 μm.

## Występowanie
Znane jest jego występowanie w Ameryce Północnej, Środkowej i Południowej, Europie, Australii i Nowej Zelandii, Maroku. W Europie pospolity i szeroko rozprzestrzeniony. W Polsce według W. Wojewody raczej pospolity, według badań mykologicznych przeprowadzonych w Kaszubskim Parku Krajobrazowym jest jednym z najbardziej pospolitych w nim grzybów afylloforoidalnych.
Saprotrof żyjący w różnego typu biotopach na martwym drewnie wielu gatunków drzew i krzewów, zarówno iglastych, jak liściastych.